# لیام ویت
لیام ویت (به انگلیسی: Liam Waite) (زاده ۲۰ مارس ۱۹۷۱) بازیگر آمریکایی است.
از فیلم‌های معروف او می‌توان به بازی در فیلم ارواح مریخ و سیمپاتیکو اشاره کرد.